# Tiszabezdéd
Tiszabezdéd là một thị trấn thuộc hạt Szabolcs-Szatmár-Bereg, Hungary. Thị trấn này có diện tích 18,6 km², dân số năm 2010 là 1972 người, mật độ 106 người/km².